# 塞尔焦·比安凯托
塞尔焦·比安凯托（義大利語：Sergio Bianchetto，1939年2月16日—），意大利男子自行车运动员。他曾代表意大利参加1960年和1964年夏季奥林匹克运动会自行车比赛，共获得二枚金牌和一枚银牌。